# Jeremy Maguire
Jeremy Maguire (10 agosto 2011) è un attore statunitense.

## Biografia
È diventato famoso recitando il ruolo di Joe Pritchett nella serie tv Modern Family dal 2015 in poi. Nel 2017, Maguire ha debuttato nel suo primo film: I'm Not Here.

## Filmografia
- Modern Family - serie TV, 91 episodi (2015-2020)
- General Hospital - serie TV, episodio 1x13 (2016)
- Untitled Sarah Silverman Project, regia di Charlie McDowell (2016) - film TV
- I'm Not Here, regia di Michelle Schumacher (2017)
- The Last Ship - serie TV, 1 episodio (2018)
- Turner e il casinaro - La serie (Turner & Hooch) - serie TV, 12 episodi (2021)

## Doppiatori italiani
Nelle versioni in italiano delle opere in cui ha recitato, Jeremy Maguire è stato doppiato da:
- Gabriele Meoni in Modern Family (st. 7-10)
- Sebastiano Pezzulli in Modern Family (st. 11)
- Arturo Sorino in Turner e il casinaro - La serie